# Kecamatan Jambon (distrikt i Indonesien, lat -7,92, long 111,36)
Kecamatan Jambon är ett distrikt i Indonesien.   Det ligger i provinsen Jawa Timur, i den västra delen av landet, 500 km öster om huvudstaden Jakarta.